# Упагда (населений пункт)
Упа́гда (рос. Упагда) — населений пункт без офіційного статусу у складі району імені Поліни Осипенко Хабаровського краю, Росія. Знаходиться у міжселенній території району імені Поліни Осипенко.
Згідно із Законом Хабаровського краю разом ще з іншими 10-ма населеними пунктами району входить до переліку важкодоступних і віддалених місцевостей Хабаровського краю.

## Водомірний пост (службовий будинок)
Будинок побудовано 1948 року, капітальний ремонт не проводився. Будівля одноповерхова дерев'яна, рубана з колод — розмір в плані 6,0x6,0 м з прибудованим тамбуром розміром 6,0x2,0 м. Внутрішня висота приміщень — 2,5 м, опалення пічне, покрівля шиферна. На 2010 рік будинок майже повністю згнив і деформувався.
Будівля потребує комплексного капітального ремонту зі зміною стін, покрівлі, перегородок, перекриттів, підлог, печей, тамбура, отворів з повною обробкою.

## Клімат
Клімат різко континентальний з мусонними рисами. Зима характеризується морозною ясною погодою, літо — теплою і вологою погодою. Середньорічна температура: -3,2 °C, кількість опадів: 475 мм; середня температура в січні: -29,3 °C, в липні: +16,6 °C.

## Транспорт
Населений пункт не має постійного сполучення з райцентром — селом імені Поліни Осипенко.
Транспортні зв'язки здійснюються автомобільним транспортом по зимнику в Тугуро-Чуміканський район на півночі або до райцентру на півдні й далі через село Бріакан по дорозі з твердим покриттям до залізничної станції Постишеве на БАМі; водним транспортом від райцентру по річці Амгунь.
Найближчий аеропорт (аеродром) знаходиться на відстані 34 км автошляхом (фізична відстань — 27 км) у селі імені Поліни Осипенко, з якого виконуються авіарейси до Хабаровська, Ніколаєвська-на-Амурі, Чумікана, Аяна та Нелькана.

## Історія села
Колишнє село, розташовувалось в межах Зеленого Клину.

## Населення
Чисельність, національний склад:
- 2002: 1 особа (росіяни — 100 %)[6];
- 2010: 2 особи.